# João Fernandes de Sousa
João Fernandes de Sousa (Araranguá, 15 de dezembro de 1855 — Araranguá, 26 de março de 1929) foi um político brasileiro.
Filho de Francisco Fernandes de Sousa e de Albina Pereira de Sousa.
Foi superintendente municipal (prefeito) de Araranguá sete vezes, de 1894 a 1898 e de 1903 a 1 de janeiro de 1927.
Foi deputado à Assembleia Legislativa de Santa Catarina na 10ª legislatura (1919 — 1921) e na 11ª legislatura (1922 — 1924), mandato ao qual renunciou.

## Ascendentes
- Pais - Francisco Fernandes de Sousa e Albina Pereira de Sousa
- Avós paternos - Manoel Fernandes de Souza e Dorothea Maria da Conceição
- Avós maternos - Albino Pereira de Castro e Felicidade Maria do Rosário
- Bisavós maternos - Manuel Pereira de Castro e Rosa Maria de Jesus
- Trisavós maternos - Matheus Garrido e Maria Ignácia